# Blaze (gruppo musicale statunitense)
I Blaze sono un progetto composto dal DJ Kevin Hedge e il cantante Josh Milan, molto famosi nel campo della musica house.

## Storia del gruppo

### Formazione
Pur essendo conosciuto come un duo, i Blaze iniziano la loro attività nel 1984 in un gruppo composto da 3 elementi: oltre a Kevin Hedge e Josh Milan, c'era anche il vocalist Chris Herbert, amico di infanzia di Kevin. I tre, nati e cresciuti nel New Jersey (a Newark) hanno passato la loro adolescenza ascoltando il soul di Stevie Wonder, James Taylor, ma anche John Coltrane, Earth, Wind and Fire e naturalmente la prima house in arrivo da locali come il Paradise Garage e lo Zanzibar. Mentre Kevin e Chris lavoravano insieme per dei piccoli party organizzati nei dintorni di Newark, Josh era cantante e musicista nel coro di una chiesa della città, così come tante grandi voci della house music e non solo. I 3 formarono il progetto e si incontravano spesso per delle sessioni di registrazioni.

### Alla Motown
Prima di incidere un proprio disco hanno collaborato con molti artisti a cui hanno scritto e prodotto le musiche, grazie anche all'interessamento di Timmy Regisford uno degli A&R della Motown. Il loro talento gli permette di muovere passi importanti all'interno di questa etichetta, e di lì a poco avrebbero collaborato anche in qualità di remixers con grandi artisti come Diana Ross, Aretha Franklin, Macy Gray, Jamiroquai, Lisa Stansfield. Dopo essere quindi diventati un punto di riferimento nel loro campo, Timmy Regisford gli propone la possibilità di incidere il loro primo album. nel 1991 esce così 25 Yers Later e diventa subito un classico della house music. Dice Kevin Hedge a proposito dell'album
(Josh Milan)

### Il successo
Con l'arrivo del successo iniziano anche serate e tour, che li portano a viaggiare in ogni parte del mondo e suonare anche in luoghi come Wembley. Al ritorno a casa però si dedicano all'investimento dei guadagni, mentre Chris decide di chiudere con i Blaze per dedicarsi al suo nuovo amore, ovvero la musica hip hop/R&B. Kevin Hedge e Josh Milan intanto continuano con i lavori facendo uscire altri 3 album e il singolo Hideaway in collaborazione con De'Lacy nel 1995 su etichetta West End, finito nella top ten della UK chart, risultato migliorato con Breathe addirittura numero 1. Intanto Kevin Hedge decide di aprire un locale a New York City, il famoso Shelter club.

### Oggi
Dopo molte richieste da parte di locali e organizzatori, i Blaze tornano ad esibirsi Live, con Josh Milan che accompagna con voce e strumenti live il DJ set Di Kevin Hedge, che dopo aver ceduto lo Shleter è diventato resident del Cielo club ad oggi il migliore locale di New York City per gli amanti del genere house. Josh Milan intanto ha messo la sua voce al servizio di Louie Vega che nel 2001 fonda la band Elements of Life e la voce del cantante e musicista dei Blaze sarà in lacune canzoni del primo omonimo album del gruppo: pezzi come la title track Elements of Life, o Brand new day, eletti dalla comunità house mondiale come capolavori. Nel 2005 l'ultimo successo del duo: su King Street esce Most precious love in collaborazione con Barbara Tucker e remix del rampante Dennis Ferrer che realizzano una delle più famose hit dance degli ultimi anni

## Discografia

### Singoli
- 1985 - Yearnin'
- 1986 - Whatcha Gonna Do, con Colonel Abrams
- 1987 - If You Should Need a Friend
- 1988 - Can't Win for Losin'
- 1990 - So Special, con Timmy Regisford
- 1990 - We All Must Live Together
- 1993 - Why Can't We Live Together, con Hunter Hayes
- 1994 - #6 Hubert St.
- 1994 - Live a Happy Life, con Billy Hope
- 1994 - Just a Little Different, con Charlé Bishop
- 1995 - Happy Day, con Alexander Hope
- 1995 - The Blaze Tracks EP
- 1995 - Fly Away, con Alexander Hope
- 1996 - Love Comes Around, con Sheila Slappy
- 1996 - The Colour Funky EP (A Music Perspective)
- 1996 - Trans-Jazz EP
- 1996 - What Can You Do, con Alexander Hope
- 1997 - Feel the Music, con Alexander Hope
- 1997 - Lovelee Dae
- 1998 - Directions, con Joe Claussell
- 1998 - Seasons of Love
- 1998 - My Beat, con Palmer Brown
- 1999 - More Than Gold, con Palmer Brown
- 1999 - Wishing You Were Here
- 1999 - Funky People, con Cassio Ware
- 2000 - Home Is Where The Heart Is
- 2000 - My Beat (riedizione), con Palmer Brown
- 2001 - Jump 4 Love, con Palmer Brown
- 2001 - Shine, con Palmer Brown
- 2001 - Paradise, con Cassio Ware
- 2002 - A Moment in Time, con Alexander Hope
- 2002 - Wonderland, con Alexander Hope
- 2002 - When I Fall in Love, con Tee Alford e Sybil Lynch
- 2002 - Breathe
- 2002 - I Remember House, con Palmer Brown
- 2002 - How Deep Is Your Love, con Alexander Hope e Timmy Regisford
- 2003 - I Think of You, con Amira
- 2004 - A Song for Nina (Keep The Faith)
- 2004 - Found Love
- 2004 - My Beat (Remixes), con Palmer Brown
- 2004 - I Remember House (Remixes)", con Palmer Brown
- 2004 - When I Fall in Love (Remixes), con Sybil Lynch
- 2005 - Gloria's Muse (The Yoga Song)"
- 2005 - Dancing, con Alexander Hope
- 2005 - Here With Me

### Album
- 1990 - 25 Years Later
- 1994 - 6 Hubert St.
- 1997 - Basic Blaze
- 1999 - Productions
- 1999 - The Many Colours of Blaze
- 1999 - Pure Blaze
- 2001 - Pure Blaze 2
- 2001 - Natural Blaze, come James Toney Jr. Project
- 2002 - Best of Blaze
- 2002 - Spiritually Speaking
- 2004 - The Instrumentals Project
- 2004 - Keep Hope Alive, come Underground Dance Artists United for Life
- 2004 - Spiritually Speaking - Then And Now

### Produzioni
- 1988 - Michelle Ayers - Another Lover
- 1988 - LaChandra - Just Started
- 1988 - Heat - You Can't Get Away
- 1988 - Anthony & The Camp - Open (Up Your Heart)
- 1989 - Cynthia "Cookie" Abrams - Best Part Of Me
- 1989 - Jerry Edwards - I Am Somebody
- 1989 - Chanelle - One Man
- 1989 - Tawanna Curry - Let Me Show You
- 1989 - Sense Of Vision - All My Love
- 1989 - Breed Of Motion - Gotta Dance
- 1992 - Cassio Ware - Baby Love
- 1993 - Cassio - Never Thought I'd See You Again
- 1993 - Sabrynaah Pope - It Works For Me
- 1993 - Althea McQueen - Changes
- 1993 - Kechia Jenkins - Goin' Through The Motions
- 1993 - Alexander Hope - Let The Music Take You
- 1993 - Alexander Hope - Saturdays
- 1994 - Alexander Hope - Share
- 1994 - Cassio Ware - Fantasy, con Sajaeda
- 1994 - De'Lacy - Hideaway
- 1994 - Cookie - Choose Me
- 1994 - Cookie - Best Part Of Me
- 1995 - Cassio - Paradise
- 1995 - Alex & Rai - For The Love Of You
- 1995 - Alexander Hope - Brothers & Sisters
- 1996 - Alexander Hope - Happy Days
- 1996 - De'Lacy - That Look
- 1996 - Amira - Getaway
- 1996 - Amira - Walk, con Alexander O'Neal
- 1997 - Amira - My Desire
- 1997 - De'Lacy - All I Need Is Love
- 1997 - Debbie Pender - Movin' On
- 1997 - Alexander Hope - Never Can Get Away
- 1998 - De'Lacy - More
- 1999 - Kathy Brown - Happy People
- 2001 - Nicci - Count On Me
- 2001 - Nicci - When You're Free
- 2004 - Alexander Hope - Big Mistake
- 2005 - Stephanie Cooke - Love Will
- 2005 - Stephanie Cooke - Lovers' Holiday

### Collaborazioni
- 2000 - Louie Vega - Elements of Life
- 2002 - Louie Vega - Brand New Day
- 2004 - Louie Vega - Love Is On The Way"
- 2004 - Louie Vega - Sunshine
- 2006 - Catalan FC & Sven Löve - All About Love
- 2006 - Louie Vega - Joshua's Jam
- 2006 - Studio Apartment - The Rising Sun
- 2006 - Shuya Okino - Love Is The Key" (prodotto da Phil Asher)
- 2007 - Luisito Quintero - Love Remains The Same (prodotto da Louie Vega)